# تاينموث (دائرة انتخابية في المملكة المتحدة)
تاينموث (بالإنجليزية: Tynemouth)‏ هي إحدى الدوائر الانتخابية في المملكة المتحدة الممثلة في مجلس العموم في برلمان المملكة المتحدة.
عضو البرلمان الذي يمثلها حالياً هو :Mr Alan Campbell (Lab).